# Famille de Dieuleveult
La famille de Dieuleveult, anciennement Dieuleveult, est une famille subsistante de la noblesse française anoblie en 1816.
De cette famille sont issus des officiers, des médecins, des avocats, un représentant du comte de Chambord dans le département du Finistère qui fut également député, un reporter et animateur français de télévision.

## Histoire
Gustave Chaix d'Est-Ange écrit que la famille de Dieuleveult est honorablement connue en Bretagne depuis le XVIIe siècle mais qu'elle a eu pour berceau la Normandie où le nom de Dieuleveult a été porté par plusieurs familles très notables. Il cite différents représentants de ces familles : Jean Dieuleveult, notaire à Couterne, eut son blason De gueules à un soleil d'or enregistré à l'armorial général de 1696 (registre de Falaise) ; Pierre Dieuleveult qui vers 1670 était commis de la recette du domaine de Gourin ; Pierre-Jacques Dieuleveult du Bois-Launay était en 1730 procureur fiscal de la baronnie de Pont-l'Abbé.
La famille de Dieuleveult a été anoblie sous la seconde Restauration le 9 juillet 1816 par lettres patentes du roi Louis XVIII,.
Elle a été admise à l'Association d'entraide de la noblesse française en 1938.
Au début du XXIe siècle elle est l'une des familles les plus nombreuses de la noblesse française subsistante.

## Liens de filiation entre les personnalités
Cette généalogie simplifiée est issue des travaux de Gustave Chaix d'Est-Ange et d'Henri Frotier de La Messelière.
- Thomas Dieuleveult, né en 1664 à Langonnet dans le diocèse de Vannes, épouse Marguerite Bannier.
  - Noël Dieuleveult, né en 1691, sieur de Launay, épouse Marie-Anne Dupont.
    - Jacques-François Dieuleveult, né en 1718, maître chirurgien à Gourin au diocèse de Vannes, il épouse le 18 juillet 1747 Anne-Marie Le Fort à Carhaix-Plouguer où il se fixe.
      - François-Marie Dieuleveult (19 août 1749 à Carhaix-Plouguer - 14 avril 1821 à Tréguier), docteur en médecine, médecin en chef des hôpitaux de Tréguier, il est anobli le 23 mai 1817 pour services rendus pendant une épidémie et il obtient en même temps le règlement de ses armoiries[1]. Par son mariage, il s'apparente à un grand nombre de familles de la noblesse de sa région[1]. Ses fils feront précéder leur nom d'une particule[1]. Il épouse : 1° à Tréguier, le 25 juin 1796, Françoise-Marie Le Borgne de Coëtivy (1753-1797), veuve du chevalier de Montfort de Kerhrean, fille d'Olivier-Gabriel Le Borgne de Coëtivy, conseiller au parlement de Bretagne. Elle reste sans postérité. 2° à Lannion, le 16 janvier 1799, Céleste-Marie Hyacinthe Le Gentil de Rosmorduc  (1768-1767), veuve de François-Marie-Charles Le Gualès de Lanzéon, fille du comte René-Hyacinthe Le Gentil de Rosmorduc, chevalier de Saint-Louis.
        - (2) Paul de Dieuleveult (14 décembre 1799 à Tréguier - 4 février 1867 à Tréguier), maire de Tréguier, conseiller général et député des Côtes-du-Nord de 1849 à 1851[5]. Le 10 mai 1829 à Saint-Pol-de-Léon, il épouse Olympe Marie Françoise Alexandrine de Kermenguy (1807-1881), fille de Nicolas-François de Kermenguy et de Rose-Sévère Fleuriot de Langle.
          - Arthur-Louis-Marie de Dieuleveult (26 janvier 1838 à Tréguier - 24 décembre 1916 au manoir de Kerliezec à Dirinon). Le 12 juin 1867, il épouse Marie Bigot d'Engente (morte sans postérité). Le 25 avril 1882 à Cléder, il épouse en secondes noces Sidonie Marie Anne de Kermenguy (17 février 1847 au château de Kermenguy en Cléder - 20 janvier 1927 au manoir de Kerliezec à Dirinon), fille d'Émile de Kermenguy (1810-1893), maire de Saint-Pol-de-Léon en 1848 et député.
            - Arthur-Paul-Marie de Dieuleveult (12 mars 1884 au manoir de Kerliezec à Dirinon - 7 juillet 1974 au manoir de Kerliezec), est maire de Dirinon de 1924 à 1944. Le 30 septembre 1908 à Pencran, il épouse Marguerite-Marie Le Forestier de Quillien (16 juillet 1885 - 23 mai 1972).

          - Paul Louis Marie de Dieuleveult (1843-1918) épouse en 1868 Pauline Marie Henriette de Coätgoureden.
            - Paul Joseph Marie dde Dieuleveult (1872-1963) épouse en 1901 Jeanne Marie Valentine Amélie Danguy des Déserts.
              - Marc Joseph Anne Marie de Dieuleveult (1907) épouse en 1938 Jeanne Marie Thomé de Charaix.
                - Philippe de Dieuleveult (1951-disparu en 1985), reporter et animateur français de télévision disparu sur le fleuve Zaïre en 1985, officier de réserve de la Direction générale de la Sécurité extérieure (information de son frère Jean).

            - Alain Hervé Marie de Dieuleveult (1876-1963) épouse en 1908 Marie Adèle Louise Legeard de La Diriays (1883-1923) puis en 1924 Marie Josèphe Célinie Berthe Roux de Reilhac de Chateaurocher (1890-1980).
              - Marie de Dieuleveult (1911-1997) x Yves Le Goüais (1902-1962)
              - Alain de Dieuleveult (1926-2025), historien.

        - Albert Célestin Grégoire Marie de Dieuleveult (1811-1884), avocat. Le 2 septembre 1833 à Tréguier, il épouse Pauline Patot.
          - Emmanuel Hyacinthe Marie de Dieuleveult (1835-1908). Le 26 avril 1870 à Rennes, il épouse Caroline Marie Apuril de Lourmaye.
            - Noël de Dieuleveult (1871-1973). Le 3 juin 1901 à Lamarche, il épouse Marie Caroline Elisabeth de Bourgogne.
              - François de Dieuleveult (1902-1987). Le 29 mars 1932 à Ambarès-et-Lagrave, il épouse Anne Geneviève Marie Alice Duroy de Suduiraut.
                - Bruno de Dieuleveult (1942-2014), dessinateur.

## Alliances
Les principales alliances de la famille de Dieuleveult sont : Bannier, Dupont, Le Fort (1747), Le Borgne de Coëtivy (1796), Le Gentil de Rosmorduc (1799), Allard de Grandmaison, Le Dall de Tromelin (1846), du Beaudiez (1858-1909), Jégou du Laz (1858), de Braquilanges, Canat de Chizy, de Castellan, de Chaurand, Colas des Francs, Danguy des Déserts, Duroy de Suduiraut, Halna du Frétay, de Jacquelot du Boisrouvray, Jourdain de Muizon, de Kermenguy, Le Moniès de Sagazan (1862), de Kersaint-Gilly (1863), Bigot d'Engente (1867), de Coatgoureden (1868), de La Haye Saint-Hilaire, Lamy de La Chapelle, de Lantivy de Trédion, de La Villéon, Le Borgne de Coëtivy, Le Jolis de Villiers, Apuril de Lourmaye (1870), de L'Estoile, de La Motte de La Motte Rouge (1887), Charil de Villanfray (1890), Bourde de La Rogerie (1897), Rouault de Livaudray (1897), de Bourgogne (1901), de Tinténiac (1901), Le Forestier de Quillien (1908), Legeard de La Diriays (1908), Mabille du Chêne, Martin de Marolles, de Montaigne de Poncins, de Moustier, de Panthou, de Pascal, du Plessis de Grenédan (1944), de Prat, de Raguenel de  Montmorel, Roux de Reilhac, de Tinténiac, de Villeneuve-Bargemon, de Choiseul-Praslin (2001).

## Armes
| Blason                                                               | Nom de la famille et blasonnement | Devise         |
| -------------------------------------------------------------------- | --- | -------------- |
| D'azur, chargé de 6 croissants contournés d'argent, posés 3, 2 et 1. | Famille de Dieuleveult D'azur à six croissants contournés d'argent 3,2,1 (règlement de 1816), référence faite aux trois générations de Dieuleveult qui prirent pour épouses des filles de dignitaires musulmans, à la suite de la conversion de Godefroy de Dieuleveult (croisé, dit « Godefroy la Gaupe » ou « l'Alburostre »), qui aurait fui les combats pour la libération de Jérusalem. Support et tenant : À dextre un lion, la tête contournée, à sénestre un sauvage appuyé sur une massue | Diex le volt ! |

## Postérité
En hommage à Philippe de Dieuleveult :
- Un gymnase à Vernouillet (Yvelines) ainsi qu'un espace omnisports au Plessis-Trévise (Val-de-Marne) portent son nom
- Une salle des fêtes au Minihic-sur-Rance (Ille-et-Vilaine) porte son nom
- Une Maison de Jeunes à Viroflay (Yvelines) porte son nom
- Une rue à Marnay (Haute-Saône) porte son nom